# Ellen Wilson
Ellen Louise Axson Wilson (ur. 15 maja 1860 w Savannah, zm. 6 sierpnia 1914 w Waszyngtonie) – pierwsza żona prezydenta USA Woodrowa Wilsona i pierwsza dama Stanów Zjednoczonych od 1913 roku do swojej śmierci.

## Życiorys
Ellen Axson urodziła się 15 maja 1860 roku w Savannah, jako córka pastora prezbiteriańskiego Samuela Edwarda Axsona. Miała troje rodzeństwa. W 1883 roku, przy porodzie ostatniego dziecka, zmarła matka Ellen w związku z czym przyszła pierwsza dama musiała zająć się opieką nad ojcem i młodszym rodzeństwem. Wkrótce potem Woodrow Wilson oświadczył się Ellen. W 1884 roku zmarł Samuel Axson, a Ellen wyjechała do Nowego Jorku, by studiować malarstwo w Art Students League. W tym samym czasie Wilson studiował politologię na Johns Hopkins University co opóźniło plany małżeńskie obojga. Ich ślub odbył się dopiero rok później, 24 czerwca 1885. Państwo młodzi w podróż poślubną udali się do Arden, a następnie zamieszkali w hrabstwie Delaware.
Małżeństwo Wilsonów często było narażone na długie rozłąki, gdyż Woodrow często wyjeżdżał z wykładami. W 1903 oboje udali się w podróż do Europy, którą określali jako drugą podróż poślubną.
W 1912 roku Wilson zwyciężył w wyborach prezydenckich i oboje wprowadzili się do Białego Domu. Zgodnie z zapowiedzią prezydenta, nowa pierwsza dama nie zorganizowała przyjęcia inauguracyjnego. Z jej inicjatywy do Kongresu wpłynął projekt ustawy (nazwany „Mrs. Wilson Bill” bądź „Alley Bill”), który wprowadzał program budowy tanich mieszkań dla ubogich Afroamerykanów. Ellen Wilson osobiście oprowadzała kongresmanów i senatorów po slumsach, żeby uświadomić im potrzebę wprowadzenia nowego prawa. Ustawa została wprowadzona w 1914 roku. Oprócz tego pierwsza dama działała na rzecz praw kobiet: m.in. domagając się budowy damskich toalet. Była zwolenniczką przyznania kobietom praw wyborczych, choć nie wyrażała tego publicznie. Ponadto malowała obrazy, które potem darowała organizacjom charytatywnym. W 1913 roku w Filadelfii odbyła się wystawa pięćdziesięciu pejzaży autorstwa Ellen Wilson.
W marcu 1914 roku upadła i przez dłuższy czas nie mogła odzyskać pełnej sprawności. Dwa miesiące później została sparaliżowana, a lekarze orzekli, że cierpi na chorobę Brighta. Zmarła 6 sierpnia 1914 w Waszyngtonie. Jej pogrzeb odbył się w Rome.

## Życie prywatne
Ellen Axson poślubiła Woodrowa Wilsona 24 czerwca 1885 w Savannah. Ślubu udzieliło im dwóch pastorów: ojciec pana młodego, Joseph Wilson i dziadek panny młodej, Isaac Axson. Mieli razem trzy córki: Margaret (ur. 30 kwietnia 1886), Jessie (ur. w 1887) i Eleonor (ur. w 1889). Należała do Kościoła prezbiteriańskiego.